# Tatranky

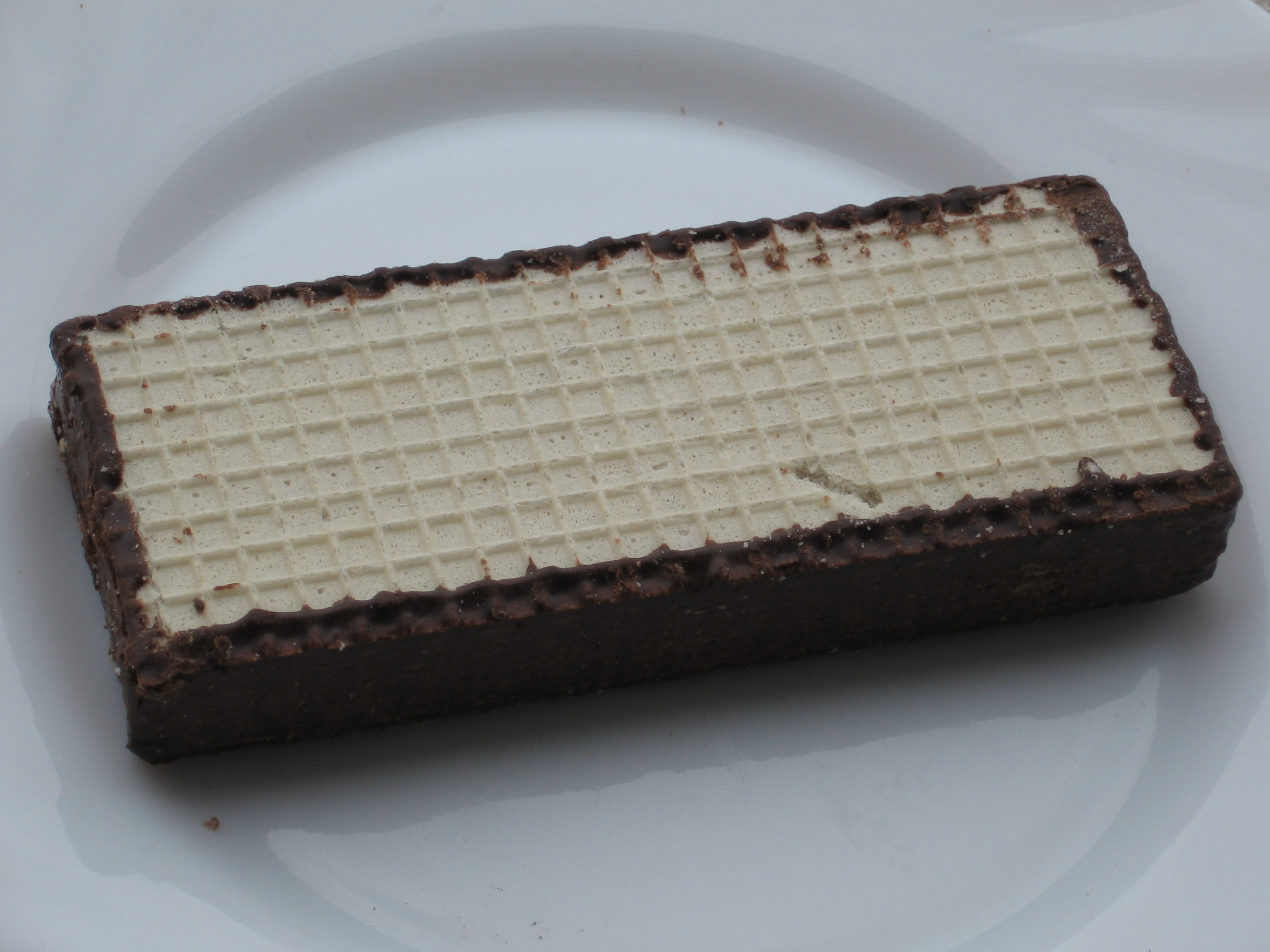
Tatranky

Tatranky – czechosłowackie pięciowarstwowe (oryginalnie sześciowarstwowe) wafelki z polewą czekoladową tylko na węższych brzegach. Produkowane od roku 1945.
Pierwotnie miały mieć kształt trójkątny jak szczyty gór, z czego też wynikała nazwa, ale ze względu na trudności technologiczne robienia polewy obwodowej w produkcji seryjnej oraz pakowania w celofan w końcu zdecydowano się na kształt prostokątny. Technologię produkcji opracował pracownik fabryki Vilém Škvarlo. Dzienna produkcja wzrosła z początkowych 40 kg do 2 ton, później stopniowo nawet do 3,5 tony (dziś kilka razy więcej). Nadzienie pierwotnie miało smak orzechów laskowych, później powstało czekoladowe oraz arachidowe. Po roku 1989 pojawiły się kolejne warianty, ale też obniżono liczbę warstw do pięciu.
W 1960 r. powstała wersja o nazwie stadionka, która miała polewę czekoladową na całej powierzchni, ale z powodu większego zapotrzebowania na czekoladę zrezygnowano z tej wersji i zaczęto ją produkować znowu po roku 1989 pod nazwą čokotatranky. Tatranky produkowało najpierw przedsiębiorstwo państwowe Čokoládovny, które powstało w 1947 r. poprzez upaństwowienie firmy Theodor Fiedor i połączenie jej z innymi firmami, teraz produkuje je firma Opavia. Oprócz Czech produkowała je także na Słowacji firma Sedita
Podobne, pięciowarstwowe wafelki produkuje się pod marką „Horalky”.